# 翔薬
株式会社翔薬 （しょうやく、SHOYAKU CO.,LTD.）は、医薬品・衛生材料・化粧品の卸売を中心とする日本の企業。現在はスズケングループの一社である。医薬品の卸売手。地盤は九州地方。 

## 沿革
- 1882年4月：水田薬店創業
- 1900年5月：大黒南海堂創業
- 1908年7月：伊東辰星堂創業
- 1924年10月：クスリの平田天命堂創業
- 1949年4月：株式会社大黒南海堂を設立
- 1951年12月：大分市に株式会社平田天命堂を設立
- 1952年10月：大黒南海堂が新松島共栄堂を合併
- 1962年9月：大黒南海堂が鹿児島県にある山下薬品の卸部門を合併
- 1970年3月：水田薬店から福岡薬品株式会社に商号変更
- 1975年11月：長崎市に伊東薬品株式会社を設立
- 1980年5月：大黒南海堂が北九州市の大九薬品を吸収合併、また長崎市のケイホ薬品の営業を譲受し、株式会社九薬に商号を変更
- 1991年11月：南日農薬販売株式会社を合併
- 1998年7月：東京都の大森薬品と福岡薬品の合併によりオオモリ薬品九州事業部設立
- 2000年10月：九薬、平田天命堂と伊東薬品が合併し、「株式会社翔薬」設立
- 2001年10月：企業分割により福岡市にオオモリ薬品九州を設立
- 2001年11月：長崎県の井手薬品の医療用医薬品卸部を譲受
- 2002年4月：翔薬とオオモリ薬品九州が合併
- 2005年10月：翔薬がスズケンと包括的な業務提携
- 2006年10月：株式交換により、スズケンの完全子会社化
- 2007年1月：九州地方における事業をスズケンから譲受

## 営業拠点
- 福岡営業部：福岡本社、西福岡支店（福岡市早良区）、東福岡支店（古賀市）
- 北九州営業部：北九州支店（小倉北区）、小倉支店（小倉南区）、八幡支店（八幡西区）、筑豊支店（飯塚市）
- 筑後営業部：久留米支店、大牟田支店
- 佐賀営業部：佐賀支店、西佐賀支店（武雄市）、唐津支店
- 長崎営業部：長崎支店、長崎北支店（長崎市）、佐世保支店、諫早支店、五島支店、島原支店、北松支店（佐世保市）
- 熊本営業部：熊本支店、八代支店
- 大分営業部：大分第一支店、大分第二支店（いずれも大分市）、別府支店、中津支店、日田支店、佐伯支店
- 宮崎営業部：宮崎支店、延岡支店、都城支店
- 鹿児島営業部：鹿児島中央支店、鹿児島支店、鹿屋支店、鹿屋支店分室、川内支店（薩摩川内市）、川内支店分室（薩摩川内市）、姶良営業所（姶良市）、国分支店（霧島市）、奄美支店

## 主な取引メーカー
- 第一三共、エーザイ、ノバルティス、塩野義製薬、中外製薬、旭化成ファーマ、大正富山医薬品、鳥居薬品、大塚製薬、小野薬品工業、キッセイ薬品工業、久光製薬、グラクソ・スミスクライン、アステラス製薬、興和、田辺三菱製薬、ツムラ　など（順不同）

## 関連会社
- グリーンテック株式会社
- 株式会社ジェイ・アイ・ティー
- 株式会社ピーエスシー

## 出来事
- 2023年1月17日までに公正取引委員会は、国立病院機構が九州地方で行った医薬品の入札で翔薬を含む医薬品卸5社が談合を繰り返したとして、独占禁止法（不当な取引制限）違反で計約6億円の課徴金納付命令を通知した[2]。このことを受け、厚生労働省は翔薬に対し2023年4月から9カ月間の指名停止を行ったほか[3]、地方自治体もそれぞれの基準で指名停止を行った[4]。